# Жуан де Кангас
Жуа́н де Ка́нгас (гал.-порт. Johan de Cangas) — средневековый галисийский жонглёр, представитель трубадурской школы Приренейского полуострова.

## Биография
В  средневековых сборниках кантиг на галисийско-португальском языке «Песеннике Национальной библиотеки» (CB) и «Песеннике Ватикана» (Cancioneiro da Vaticana — CV) имя автора писалось как Joham, чему в современной орфографии соответствует галис. Xoán — Шоан и порт. João — Жуан.
Судя по использованию топонима вместо фамилии, поэт родился в городе Кангас, расположенном на полуострове Моррасо на северном берегу риа Виго.
Имя поэта и размещение его произведений в средневековых песенниках среди группы кантиг галисийских жонглёров свидетельствуют о том, что Жуан де Кангас был жонглёром. Ничего более о биографии автора не известно.

## Творчество
Вероятнее всего творчество Жуана де Кангас развивалось в 70-х и 80-х годах XIII века или в начале XIV века. В «Песеннике Национальной библиотеки Португалии» и «Песеннике Ватикана» сохранилось всего 3 кантиги о друге (cantigas de amigo) этого галисийского автора:
Amigo, se mi gram bem queredes, (B 1269, V 875)
Em Sam Momed', u sabedes (B 1267, V 873)
Fui eu, madr', a Sam Momed', u me cuidei (B 1268, V 874)
Все три песни имеют рефрен и относятся к кантигам о паломничестве (cantigas de romaria), так как в них упоминается святое место — часовня св. Момеде (ermida de San Momede).
Кантиги о паломничестве так же как и кантиги о святых местах (cantigas de santuário) являются поджанром песен о друге (cantigas de amigo). Однако посещение отдалённой церкви или часовни для поклонения святому и молитв являлось предлогом для встречи с возлюбленным (amigo).
Девушка могла просить святого устроить свидание или отомстить неверному другу.
Посему кантиги о паломничестве носят не духовный, а мирской характер, так как в них развивается любовная тематика. Как и в случае с кантигами о друге Мартина Кодаса (Кодакса) все три песни Жуана де Кангас составляют единый цикл.
В первой кантиге (B 1267) девушка упрашивает мать отпустить её в паломничество к святому месту после получения весточки от возлюбленного для встречи с ним.
В следующей песне (B 1268) девушка рассказывает матери о неудачном путешествии: друг не пришёл, и её охватила тяжкая печаль.
B последней песне (В 1269) девушка обращается к другу и просит его прийти на встречу к часовне св. Момеде на море в надежде, что с божьей помощью она всё-таки увидится с возлюбленным.
В Галисии имеется несколько святых мест, относящихся к св. Момеде. В тексте третьей песни (B 1269, V 875) упоминается часовня св. Момеде на море (ermida de San Momede do Mar), которая находится на риа Алдан (галис. Aldán). Данный факт привёл исследователей к предположению о возможной связи Жуана де Кангас с родом сеньоров де Алдан, из которого происходила донна Маринья Жиралдес (D. Marinha Giraldes) — супруга известного трубадура дона Пайо Гомеса Шариньо (D. Paio Gomes Charinho).
До 1998 года творчество поэта не привлекало особого внимания критиков. Памяти Жуана де Кангас и двух других выдающихся галисийских авторов Мендиньо и Марти́на Кода́са (Ко́дакса) был посвящён День галисийской литературы 17 мая 1998 года.